# Ľubomír Moravčík
Ľubomír Moravčík (Nitra, 22 de junho de 1965) é um ex-futebolista e atualmente técnico de futebol eslovaco.

## Carreira
Após sete anos (1983-1990) no Plastika Nitra, seguidos de seis (1990-1996) no Saint-Étienne, Moravčík obteve maior visibilidade no Celtic da Escócia. Formou grande dupla de ataque com o sueco Henrik Larsson nas quatro temporadas em que passou na equipe de Glasgow, conquistando a torcida logo em sua estréia, ao marcar seus dois primeiros gols no clube logo no superclássico contra o Rangers, em jogo que terminaria 5 x 1 a favor dos Bhoys.
No Celtic, Moravčík ganharia seus únicos títulos: dois campeonatos escoceses, uma Copa da Escócia e duas Copas da Liga Escocesa. Saiu do clube em 2002 e ainda naquele ano encerrou a carreira pela primeira vez, no JEF United Ichihara do Japão, após 2 jogos. Repensou a aposentadoria no ano seguinte, voltando ao Nitra, clube que o lançou para o futebol, pendurando as chuteiras definitivamente em 2004, aos 38 anos.
Lubo ainda voltaria a vestir a camisa do Celtic em 2011, desta vez para o amistoso de despedida do zagueiro escocês John Kennedy, contra o Manchester United. Além do eslovaco, Johan Mjällby, Chris Sutton, Alan Thompson, Didier Agathe, Neil Lennon, Roy Keane (que também atuou pela equipe de lendas do United), John Hartson, Packie Bonner, Larsson e o técnico Martin O'Neill, além do ator Gerard Butler, participaram do jogo, que terminou com vitória das lendas do Celtic por 5 a 2.

## Seleções

### Tchecoslováquia
Moravčík jogou a Copa do Mundo de 1990, a última disputada pela Seleção Tchecoslovaca e a única da carreira do meia. Acabaria marcado negativamente após ser expulso por reclamação após a não-marcação de um suposto pênalti sobre ele no jogo contra a futura campeã Alemanha Ocidental, nas quartas-de-final, quando sua equipe foi eliminada, chegando inclusive a atirar enfurecidamente a sua chuteira no ar.
A Tchecoslováquia oficializou sua divisão no primeiro dia de 1993. Como a seleção nacional já disputava as Eliminatórias para a Copa do Mundo de 1994, tchecos e eslovacos continuaram a jogar juntos em uma mesma equipe, mas a classificação não veio: precisavam, na última rodada, vencer os belgas fora de casa; empataram sem gols.

### Eslováquia
A separação das seleções veio finalmente em 1994, e Moravčík, descrito por Zinédine Zidane como o melhor meia ofensivo que viu jogar, tornaria-se o jogador que mais vezes defendeu a Seleção Eslovaca (recorde que pertence hoje a Miroslav Karhan), pela qual jogou até 2000.

## Treinador
Após sua aposentadoria, passou a ser treinador de futebol, iniciando a nova carreira no Ružomberok. Treinou de 2005 a 2008 a seleção sub-17 da Eslováquia, e sua última equipe foi o ViOn Zlaté Moravce, em 2008.
Depois de oito anos parado, Moravčík voltou a trabalhar em 2016, como auxiliar-técnico do ŠKF Sereď, e atualmente exerce o cargo no Lokomotíva Zvolen, em paralelo ao posto de vice-presidente da Associação Eslovaca de Futebol.